# Дійа' ад-Дін аль-Киримі
Дійа' ад-Дін аль-'Імаді аль-'Афіфі аль-Киримі (помер 5 квітня 1379) — середньовічний мусульманській вчений, правознавець, хадісознавець, викладач, чиє життя та діяльність були пов'язані з Кримом та Єгиптом.

## Життєпис
Народився в місті Казвін на півночі Ірану, що на той час мало мішане арабське, тюркське та іранське населення. Навчався у свого батька, згодом його вчителювали перські вчені: Шамс ад-Дін аль-Хальхалі (помер 1344), Бадр ат-Тустарі (помер 1336), 'Адуд ад-Дін аль-'Іджі (1281—1355). Рано здійснив хадж і навчався хадісам у 'Афіф ад-Діна аль-Матарі (1300—1364) з Медіни.
Принаймні до кінця 1340-х мешкав у Казвіні, згодом, можливо рятуючись від епідемії чуми, залишив рідне місто й став помічником судді (на'іб аль-каді) в Криму, за що, мабуть, отримав прізвисько «ібн Каді Крим» — «син кримського судді», Рукн ад-Діна 'Абд аль-Му'мін аль-Киримі (помер 1382), в якого, можливо, також навчався.
За часів правління Аль-Ашрафа Ша'бана прибув у Каїр де очолив ханаку «Байбарсійя» (з 1365), був головним наставником медресе «Аль-Ашрафійя». В 1370-ті викладав в двох інших школах: «Аш-Шайхунійя», «Аль-Мансурійя», зокрема правознавство і хадісознавство.
Як стверджують джерела, правознавство викладав згідно шафіїтського мазгабу, проте був обізнаний і у ханафітському праві.

## Учні
Серед учнів Дійа' ад-Діна: єгипетський історик і біограф Такі ад-Дін аль-Макрізі (1364—1442), хадісознавець 'Ізз ад-Дін бін Джама' (1294—1366), кораніст Мухаммад ібн аль-Джазарі (1350—1449) та ін.

## Роботи
З робіт Дійа' ад-Діна зберігся тільки невеличкий рукопис з 34 сторінок, конспектований виклад роботи богослова, правознавця і екзегета Назір ад-Діна аль-Байдауві (помер між 1286 і 1320) Мінгадж аль-Вусуль іля 'Ільм аль-усуль («Метод осягнення науки про основи права»).